# Johan Lilliehöök (född 1963)
Johan Waldemar Axelsson Lilliehöök af Gälared och Kolbäck, född den 11 november 1963  i Stockholm, är en svensk arkivarie och museiman samt tidigare idrottare inom amerikansk fotboll. 
Lillehöök, vilken har en filosofie kandidatexamen i historia från Stockholms universitet[källa behövs], var fram till 2001 chef för arkivet Norrbottens minne. Sistnämnda år utnämndes han till chef för Norrbottens museum, vilket han var fram till 2004. Han tillträdde därefter en tjänst i Österåkers kommun.
Som yngre var Lilliehöök ett framträdande namn inom amerikansk fotboll i Sverige. Efter att ha varit verksam i brittiska Bournemouth Bobcats 1988–1990 blev han, sedan han återvänt till Sverige, spelare och tränare för Lidingö Chargers fram till lagets nedläggning 1992, varefter han var tränare för Österåker Bulldogs 1992–1994 (samt ånyo 1997) och för KTH Osquars 1995–1996. Efter ett kortare uppehåll från sporten var han huvudtränare för Luleå Eskimos 1999–2000.
Lilliehöök är son till konstnären Axel Lilliehöök och dennes andra hustru Ulrika Rydman. Han var 1990–2004 gift med Vikki Ann Kington och har med henne tre döttrar.